# Pukhan’gang
Der Pukhan’gang bzw. Bukhangang („Nördlicher Han-Fluss“) ist ein Quellfluss des Hangang, der durch Nordkorea und Südkorea fließt. 
Er durchquert die nordkoreanische Provinz Kangwon sowie die südkoreanischen Provinzen Gangwon-do und Gyeonggi-do.
Die Quelle des Pukhan’gang liegt in Nordkorea nahe dem Kŭmgangsan. Dieser Flussabschnitt wird auch Kŭmgangchŏn oder „Kŭmgang“ genannt. Er durchquert die Demilitarisierte Zone, erreicht den Landkreis Hwacheon, fließt nach Süden durch Chuncheon und dann westlich durch Gapyeong. Er vereinigt sich mit dem Namhangang in Yangseo-myeon, Yangpyeong, zum Hangang.
Das gesamte Einzugsgebiet des Flusses beträgt 11.343 km²,
davon 7788 km² in Südkorea.